# Filialkirche hl. Nikolaus in Torren

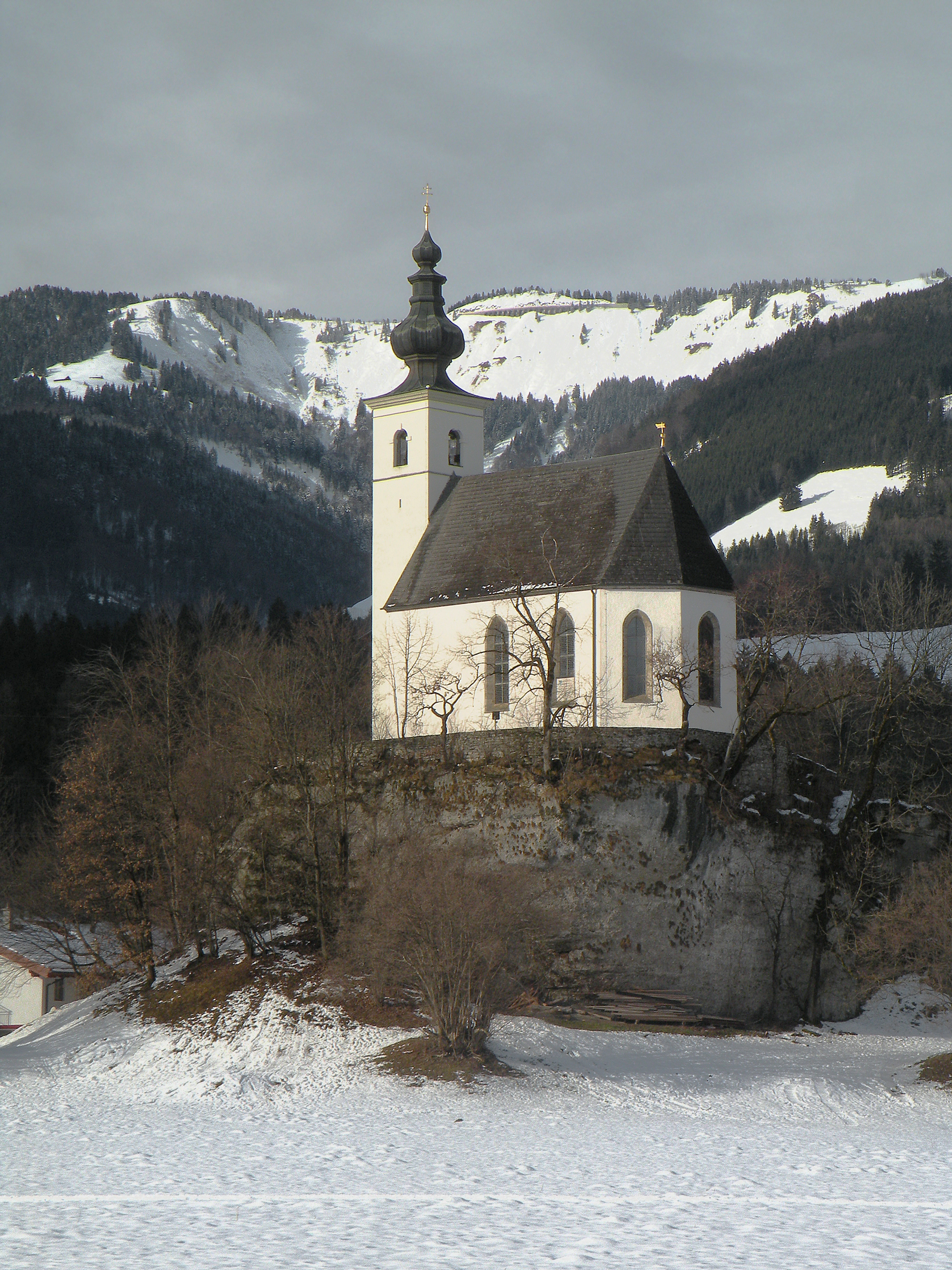
Filialkirche St. Nikolaus

Die Wallfahrtskirche zum hl. Nikolaus in Torren befindet sich in dem Ortsteil Torren der Gemeinde Golling im Tennengau im Land Salzburg. Sie ist eine römisch-katholische Filialkirche der Pfarre Golling und steht auf einem Konglomeratfelsen am Eingang in das Weißenbachtal. Das Patroziniumsfest wird am 6. Dezember, dem Nikolaustag, begangen.

## Geschichte

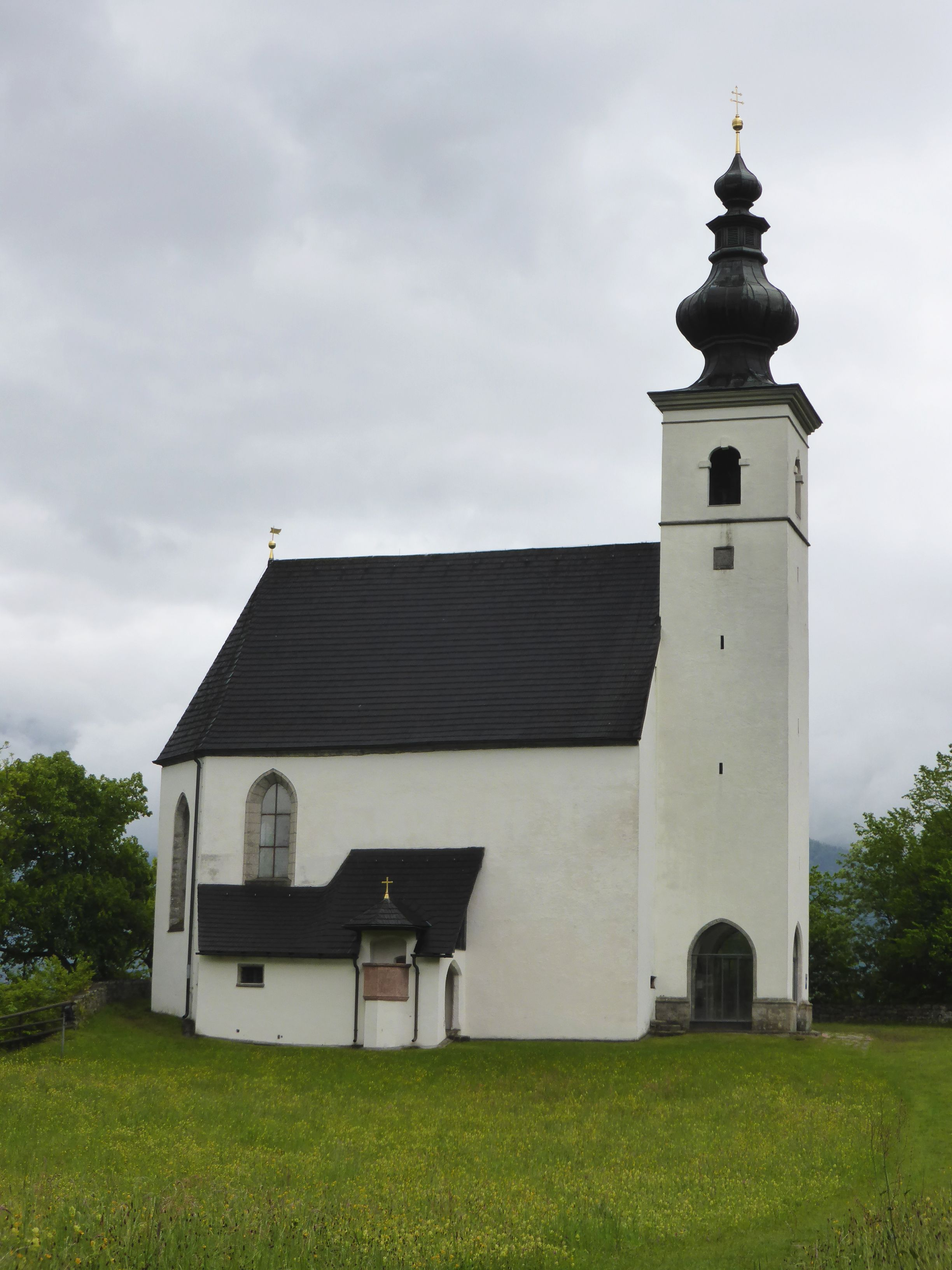
Nordseite der Kirche

Der Name Torren scheint erstmals in einer Urkunde auf, als Erzbischof Konrad I. 1139 dem Domkapitel einen Wald bei Kuchl schenkte. Die erste urkundliche Erwähnung einer Kirche St. Nicola enthalben des Wassers in Kuchler Pfarr stammt von 1444. Vermutlich hat es sich um eine ganz kleine Andachtsstätte gehandelt, an der man den hl. Nikolaus verehrte, denn erst 1515 hatte man die bestehende gotische Kirche vollendet, die dann am 18. Oktober 1517 von Bischof Berthold Pürstinger vom Bistum Chiemsee konsekriert wurde. 1723 wurde ein neuer Turm errichtet.
Auf dem Felsen ist eine ur- bzw. frühgeschichtliche Siedlungsstelle nachgewiesen. Durch Ausgrabungen von 1978 konnten Funde aus der Hallstattzeit gesichert werden; diese werden im Museum Burg Golling aufbewahrt.

## Baulichkeit

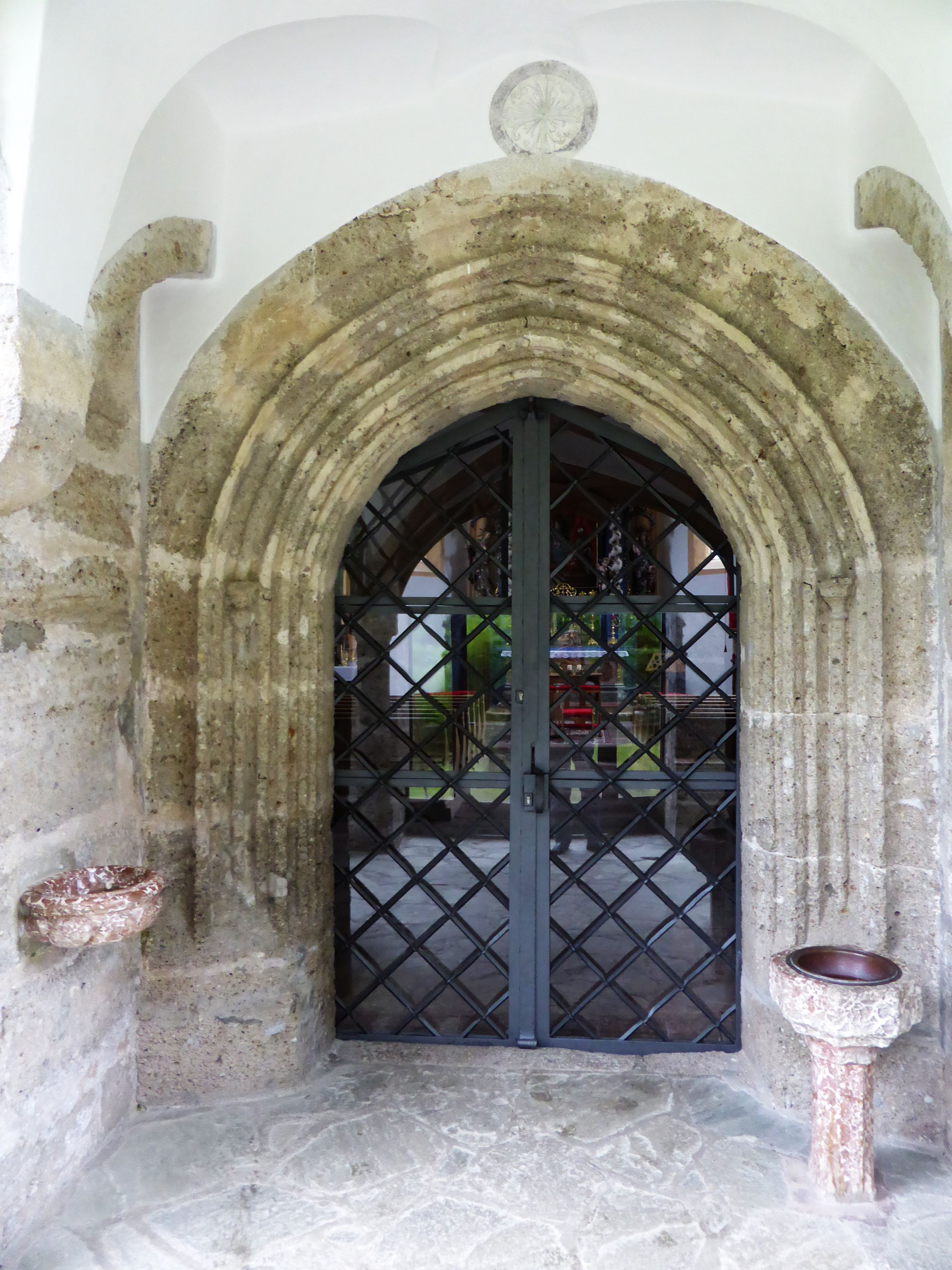
Eingangsportal

Das schlichte spätgotische Langhaus mit polygonalem Schluss hat spitzbogige abgefaste Fenster. Die Mauern wurden aus Konglomerat- und Bruchsteinen errichtet. Der Turm mit einem Sockel und drei spitzbogigen Eingängen ist der Westfassade vorgeblendet. Er hat rundbogige Schallfenster und einen Doppelzwiebelhelm mit einer dazwischengeschobenen Laterne. Nördlich des Turms ist in der Langhausfassade ein kleines spätgotisches querrechteckiges Fenster. Im Norden des Langhauses sind eingeschoßige Anbauten unter einem Pultdach. Im Osten ist die stichkappentonnengewölbte Sakristei mit abgefasten gotischen Fenstern. Im Westen ist ein mit einem abgefasten Segmentbogenportal geöffneter kreuzrippengewölbter Raum mit einem nördlichen Zugang zur polygonalen Außenkanzel. Diese ist von 1677 und hat ein eigenes abgewalmtes Dach. Das spätgotische Westportal zur kreuzgratgewölbten Turmhalle ist im Profil mehrfach gekehlt. Der äußerste Portalbogen mit seitlichen Kapitellen ist verstäbt.
Das Langhaus und der Chor (nicht eingezogen) in gleicher Breite sind mit einem Netzrippenfiguration mit achteckigen Stern auf Runddiensten überwölbt. Im Chor hat die achtstrahlige Sternfügung Wappenschilde. Die Gewölbe sind mit 1517, 1629, 1724, 1965 bezeichnet. Die einjochige Westempore nach 1517 ist mit einem Netzrippengewölbe auf zwei Säulen und Konsolen unterwölbt und hat eine geknickte Maßwerkbrüstung aus Steinguss.

## Ausstattung

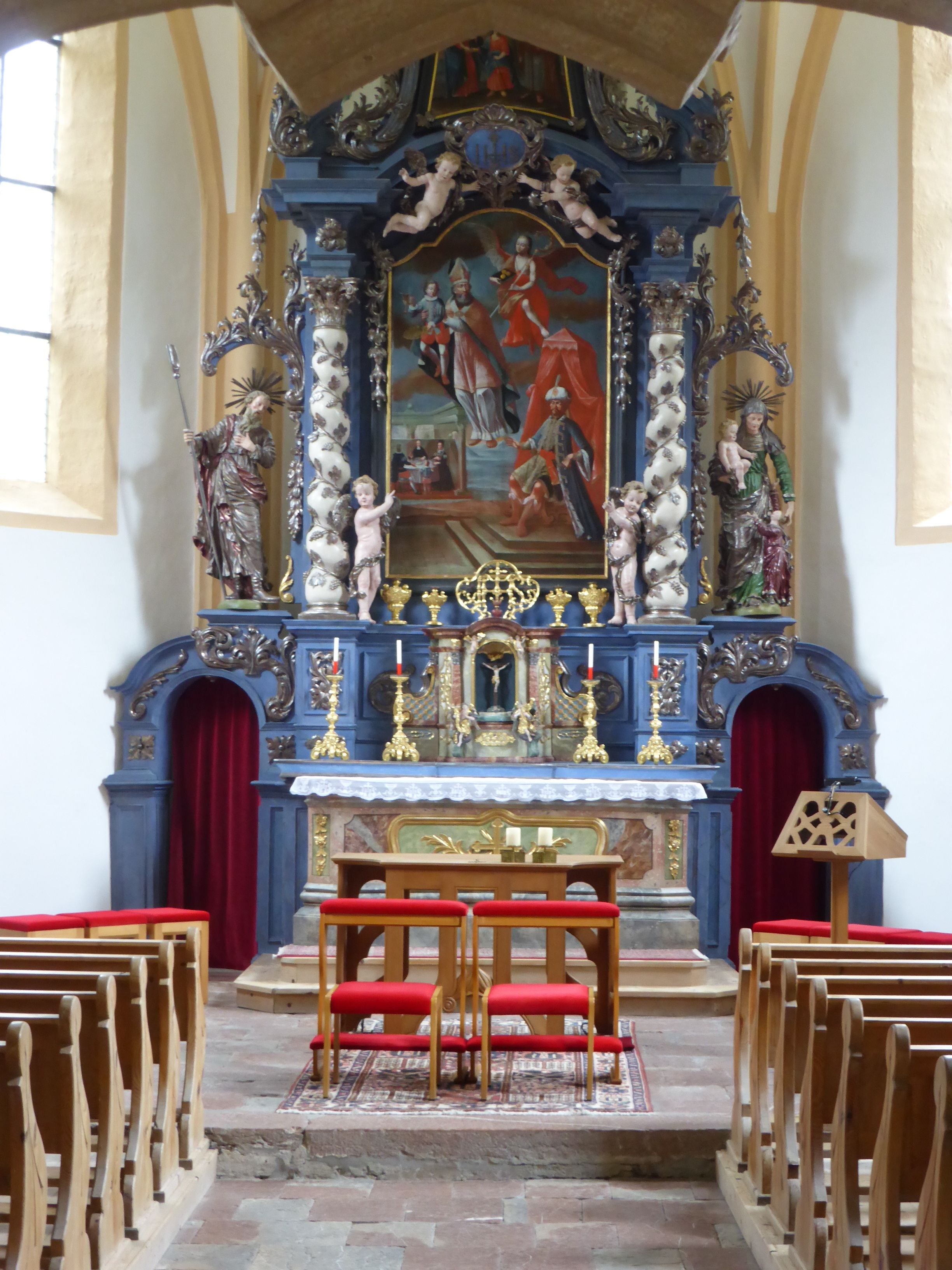
Der Hochaltar mit den zwei Opfergangsportalen

Der Hochaltar von 1715 stammt vom Halleiner Bildhauer Johann Georg Mohr. Das Altarbild hl. Nikolaus befreit ein in Gefangenschaft geratenes Kind und das Oberbild hl. Wandel mit Gottvater und Hl. Geist malte der Maler Franz Anton Heillmair in der 1. Hälfte des 18. Jahrhunderts. Die seitlichen Konsolfiguren über den Opfergangsportalen hl. Joachim und Anna Selbdritt schuf der Bildhauer Johann Georg Mohr (1715), der Tabernakel ist von 1744.
Der linke Seitenaltar zeigt das Altarblatt Taufe Christi vom Maler Johann Weiß (1759) und das Bild Kirche Kuchl (?) mit einem Mariahilf-Medaillon im zeitgleichen Rahmen. Der rechte Seitenaltar zeigt das Altarblatt hl. Elisabeth vom Maler Jakob Schemberger aus der Mitte des 18. Jahrhunderts. Es gibt eine Marien-Ikone im Hodegetria-Typus in einem Rahmen um 1780.
Die Kanzel von 1728 baute der Tischler Franz Haizander mit Imitation von Brandmalerei. Die Empore besitzt eine Brüstung im Stil der Donau-Gotik, hier befinden sich Bilderserien der Sieben Zufluchten und der Vierzehn Nothelfer.

## Wallfahrt

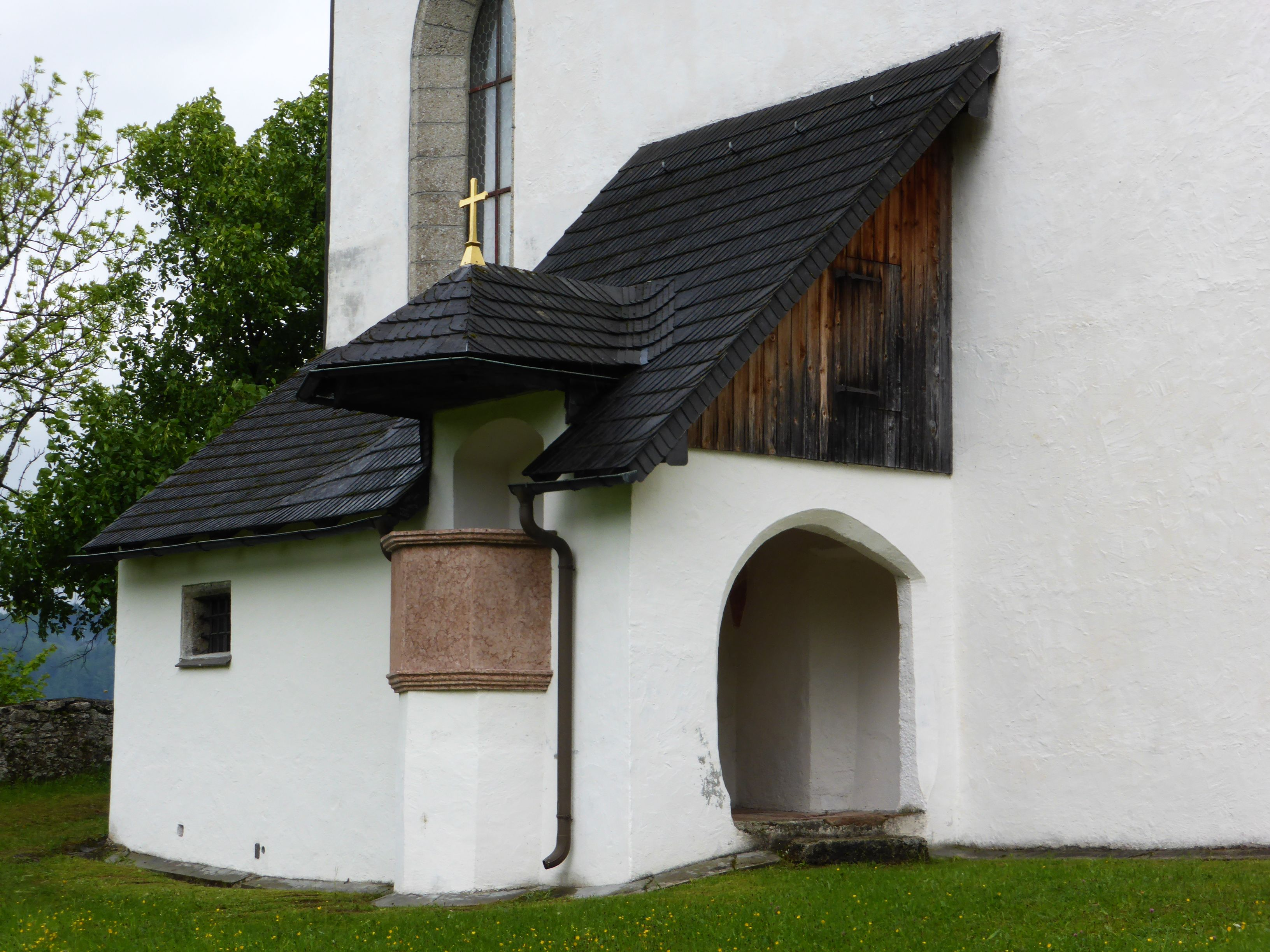
Außenkanzel

Auf großen Wallfahrtszuzug mit Predigten im Freien weist die marmorne Außenkanzel hin. Wallfahrtsmotive waren insbesondere Schutz vor Gefahren durch Wasser, und die Bewahrung vor Erkrankungen häuslicher Nutztiere. Die zahlreichen Votivbilder im Kircheninneren zeigen, dass die Kirche einst eine beliebte Wallfahrtskirche gewesen war. Ein Votivbild stellt ein verunglücktes Pferd dar, andere Bilder zeigen Wunderszenen des hl. Nikolaus. Eines der Bilder, es stammt aus dem Jahre 1688, befindet sich im Dommuseum Salzburg.
Die Kirche ist nur an bestimmten Festentagen geöffnet und wird insbesondere für Hochzeiten genutzt.

## Orgel-Positiv

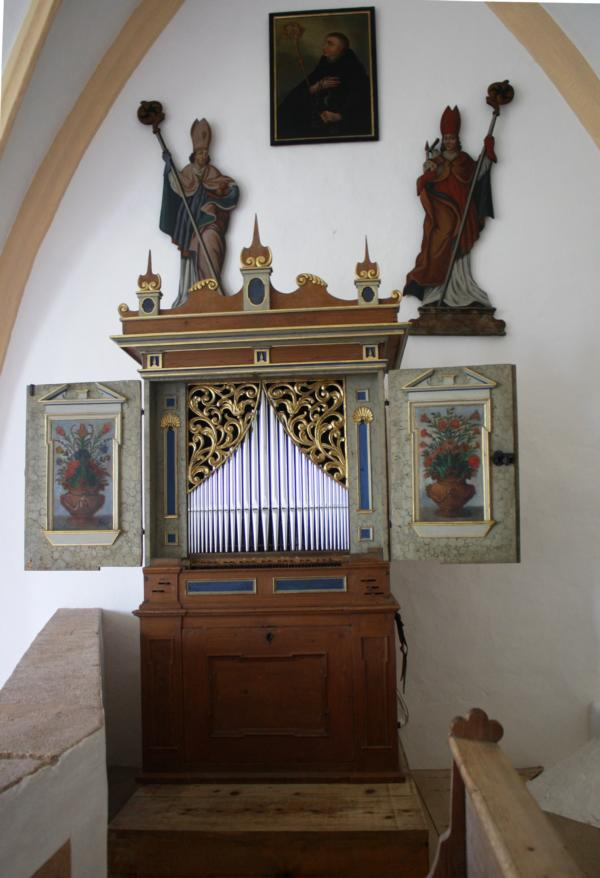
Orgel-Positiv

Auf der Westempore befindet sich ein Positiv, es ist das älteste noch bespielbare Orgel-Instrument des Bundeslandes Salzburg, das allerdings fast 250 Jahre in der Pfarr- und Wallfahrtskirche Dürrnberg gestanden hatte. Es dürfte von Leopold Rotenburger vor dem Jahr 1627 geschaffen worden sein, da in diesem Jahr das erste Mal eine Rechnung für ein Orgelspiel beglichen wurde. Unter anderem reparierte es 1636 der später so berühmte Orgelbauer Johann Geißler, der 1640 in Luzern die Große Hoforgel errichtete. Kurioserweise wurde es 1760 einmal von Lorenz Rosenegger hergerichtet, dem Erbauer des Mechanischen Theaters in Hellbrunn. Das Instrument musste dafür allerdings von Thomas Weiß (vielleicht ein Bruder des Malers Johann Weiß, der 1759 das linke Seitenaltarbild malte) nach Hallein, zu Lorenz Rosenegger, und wieder zurück auf den Dürrnberg gebracht werden. Er hinterließ im Instrument einen Zettel, auf dem in Latein geschrieben steht: Lorenz Rosenegger, Rechenmeister auf dem Berg Torren, weder Mechaniker noch Organist, hat im Jahre 1760 diese sehr desolate Orgel von Grund auf bereitwillig restauriert. In meinem 52. Lebensjahr.
Am 5. März 1859 spendete ein „Fräulein“ dem Gollinger Pfarrer 52 Gulden und 50 Kreuzer, damit dieser die Orgel, eigentlich ein Positiv, für Torren ankaufen könne. 1860 wurde dann das Instrument von Pfarrer Franz de Paula Högl bezahlt, woraufhin es vom Dürrnberg geholt und in der Wallfahrtskirche St. Nikolaus aufgestellt wurde.
Die alte Orgel, die vor 1860 in St. Nikola gestanden hatte, wollte Pfarrer Högl verkaufen und mit dem Erlös ein Messgewand anschaffen. Ob sein Vorhaben verwirklicht werden konnte, ist bisher unbekannt geblieben.
Das Positiv wurde 1994 von Orgelbaumeister Romano H. Zölss (Frankenau, AUT) umfassend restauriert. Die Stimmtonhöhe beträgt 455,7 Hz, sie liegt also zwischen Kammer- und Cornettton.
Disposition:
| Manual: (45 Tasten C–c3, Kurze Oktave) |                          |
| Coppel                                 | 8′ (Holz, gedeckt)       |
| Flöte                                  | 4′ (Holz, offen)         |
| Principal                              | 2′ (C-a1 im Prospekt)    |
| Quint                                  | 1 ⁄3′ (repetiert bei f2) |
| Octav                                  | 1′ (repetiert bei c2)    |